# Dick Knostman
Richard William Knostman, detto Dick (Wamego, 9 agosto 1931 – Wickenburg, 16 marzo 2022), è stato un cestista statunitense, professionista nella NBA.

## Carriera

### NCAA
Ha giocato per quattro anni alla Kansas State University, con medie di 14,6 punti e 10,5 rimbalzi a partita.

### NBA
È stato selezionato al secondo giro del Draft NBA 1953 dai Syracuse Nationals come 13ª scelta (16ª assoluta, considerando anche le territorial pick). Ha giocato per una stagione con i Nationals nella NBA, in cui ha segnato complessivamente 13 punti in 5 partite disputate.

## Palmarès
- NCAA AP All-America Second Team (1953)
- NCAA AP All-America Third Team (1952)